# Khalid Fouhami
Khalid Fouhami (Casablanca, 25 de dezembro de 1972) é um ex-futebolista profissional marroquino que atuava como goleiro.

## Carreira
Khalid Fouhami fez parte do elenco da Seleção Marroquina de Futebol na Campeonato Africano das Nações de 2008.